# Comuni della Carinzia

Carinzia in Austria

I comuni della Carinzia sono pari a 133 (i dati relativi alla popolazione si riferiscono al censimento del 2011).

## Lista
| Comune                          | Distretto              | Popolazione |
| ------------------------------- | ---------------------- | ----------- |
| Afritz am See                   | Villach-Land           | 1 424       |
| Albeck                          | Feldkirchen            | 1 091       |
| Althofen                        | Sankt Veit an der Glan | 4 684       |
| Arnoldstein                     | Villach-Land           | 6 899       |
| Arriach                         | Villach-Land           | 1 443       |
| Bad Bleiberg                    | Villach-Land           | 2 404       |
| Bad Kleinkirchheim              | Spittal an der Drau    | 1 781       |
| Bad Sankt Leonhard im Lavanttal | Wolfsberg              | 4 578       |
| Baldramsdorf                    | Spittal an der Drau    | 1 899       |
| Berg im Drautal                 | Spittal an der Drau    | 1 340       |
| Bleiburg                        | Völkermarkt            | 3 932       |
| Brückl                          | Sankt Veit an der Glan | 2 866       |
| Dellach im Drautal              | Spittal an der Drau    | 1 651       |
| Dellach                         | Hermagor               | 1 313       |
| Deutsch-Griffen                 | Sankt Veit an der Glan | 953         |
| Diex                            | Völkermarkt            | 808         |
| Ebenthal in Kärnten             | Klagenfurt-Land        | 7 679       |
| Eberndorf                       | Völkermarkt            | 5 938       |
| Eberstein                       | Sankt Veit an der Glan | 1 453       |
| Eisenkappel-Vellach             | Völkermarkt            | 2 415       |
| Feistritz an der Gail           | Villach-Land           | 657         |
| Feistritz im Rosental           | Klagenfurt-Land        | 2 594       |
| Feistritz ob Bleiburg           | Völkermarkt            | 2 066       |
| Feld am See                     | Villach-Land           | 1 178       |
| Feldkirchen in Kärnten          | Feldkirchen            | 14 276      |
| Ferlach                         | Klagenfurt-Land        | 7 295       |
| Ferndorf                        | Villach-Land           | 2 263       |
| Finkenstein am Faaker See       | Villach-Land           | 8 509       |
| Flattach                        | Spittal an der Drau    | 1 274       |
| Frantschach-Sankt Gertraud      | Wolfsberg              | 2 690       |
| Frauenstein                     | Sankt Veit an der Glan | 3 620       |
| Fresach                         | Villach-Land           | 1 249       |
| Friesach                        | Sankt Veit an der Glan | 5 170       |
| Gallizien                       | Völkermarkt            | 1 798       |
| Gitschtal                       | Hermagor               | 1 289       |
| Glanegg                         | Feldkirchen            | 1 919       |
| Globasnitz                      | Völkermarkt            | 1 635       |
| Glödnitz                        | Sankt Veit an der Glan | 912         |
| Gmünd in Kärnten                | Spittal an der Drau    | 2 607       |
| Gnesau                          | Feldkirchen            | 1 142       |
| Grafenstein                     | Klagenfurt-Land        | 2 829       |
| Greifenburg                     | Spittal an der Drau    | 1 843       |
| Griffen                         | Völkermarkt            | 3 588       |
| Großkirchheim                   | Spittal an der Drau    | 1 460       |
| Gurk                            | Sankt Veit an der Glan | 1 281       |
| Guttaring                       | Sankt Veit an der Glan | 1 529       |
| Heiligenblut am Großglockner    | Spittal an der Drau    | 1 090       |
| Hermagor-Pressegger See         | Hermagor               | 7 082       |
| Himmelberg                      | Feldkirchen            | 2 336       |
| Hohenthurn                      | Villach-Land           | 816         |
| Hüttenberg                      | Sankt Veit an der Glan | 1 532       |
| Irschen                         | Spittal an der Drau    | 2 049       |
| Kappel am Krappfeld             | Sankt Veit an der Glan | 1 975       |
| Keutschach am See               | Klagenfurt-Land        | 2 459       |
| Kirchbach                       | Hermagor               | 2 709       |
| Klagenfurt am Wörthersee        | Città statutaria       | 94 303      |
| Kleblach-Lind                   | Spittal an der Drau    | 1 199       |
| Klein Sankt Paul                | Sankt Veit an der Glan | 1 939       |
| Kötschach-Mauthen               | Hermagor               | 3 442       |
| Köttmannsdorf                   | Klagenfurt-Land        | 2 893       |
| Krems in Kärnten                | Spittal an der Drau    | 1 909       |
| Krumpendorf am Wörthersee       | Klagenfurt-Land        | 3 301       |
| Lavamünd                        | Wolfsberg              | 3 171       |
| Lendorf                         | Spittal an der Drau    | 1 800       |
| Lesachtal                       | Hermagor               | 1 463       |
| Liebenfels                      | Sankt Veit an der Glan | 3 307       |
| Ludmannsdorf                    | Klagenfurt-Land        | 1 831       |
| Lurnfeld                        | Spittal an der Drau    | 2 624       |
| Magdalensberg                   | Klagenfurt-Land        | 3 253       |
| Mallnitz                        | Spittal an der Drau    | 848         |
| Malta                           | Spittal an der Drau    | 2 068       |
| Maria Rain                      | Klagenfurt-Land        | 2 374       |
| Maria Saal                      | Klagenfurt-Land        | 3 826       |
| Maria Wörth                     | Klagenfurt-Land        | 1 488       |
| Metnitz                         | Sankt Veit an der Glan | 2 159       |
| Micheldorf                      | Sankt Veit an der Glan | 1 071       |
| Millstatt                       | Spittal an der Drau    | 3 418       |
| Mölbling                        | Sankt Veit an der Glan | 1 329       |
| Moosburg                        | Klagenfurt-Land        | 4 460       |
| Mörtschach                      | Spittal an der Drau    | 830         |
| Mühldorf                        | Spittal an der Drau    | 980         |
| Neuhaus                         | Völkermarkt            | 1 123       |
| Nötsch im Gailtal               | Villach-Land           | 2 305       |
| Oberdrauburg                    | Spittal an der Drau    | 1 268       |
| Obervellach                     | Spittal an der Drau    | 2 358       |
| Ossiach                         | Feldkirchen            | 724         |
| Paternion                       | Villach-Land           | 6 064       |
| Poggersdorf                     | Klagenfurt-Land        | 3 029       |
| Pörtschach am Wörther See       | Klagenfurt-Land        | 2 650       |
| Preitenegg                      | Wolfsberg              | 1 032       |
| Radenthein                      | Spittal an der Drau    | 6 276       |
| Rangersdorf                     | Spittal an der Drau    | 1 765       |
| Reichenau                       | Feldkirchen            | 1 958       |
| Reichenfels                     | Wolfsberg              | 1 907       |
| Reißeck                         | Spittal an der Drau    | 2 331       |
| Rennweg am Katschberg           | Spittal an der Drau    | 1 869       |
| Rosegg                          | Villach-Land           | 1 874       |
| Ruden                           | Völkermarkt            | 1 560       |
| Sachsenburg                     | Spittal an der Drau    | 1 311       |
| Sankt Andrä                     | Wolfsberg              | 10 332      |
| Sankt Georgen am Längsee        | Sankt Veit an der Glan | 3 651       |
| Sankt Georgen im Lavanttal      | Wolfsberg              | 2 014       |
| Sankt Jakob im Rosental         | Villach-Land           | 4 358       |
| Sankt Kanzian am Klopeiner See  | Völkermarkt            | 4 378       |
| Sankt Margareten im Rosental    | Klagenfurt-Land        | 1 074       |
| Sankt Paul im Lavanttal         | Wolfsberg              | 3 519       |
| Sankt Stefan im Gailtal         | Hermagor               | 1 594       |
| Sankt Urban                     | Feldkirchen            | 1 523       |
| Sankt Veit an der Glan          | Sankt Veit an der Glan | 12 728      |
| Schiefling am Wörthersee        | Klagenfurt-Land        | 2 569       |
| Seeboden                        | Spittal an der Drau    | 6 156       |
| Sittersdorf                     | Völkermarkt            | 2 064       |
| Spittal an der Drau             | Spittal an der Drau    | 15 769      |
| Stall                           | Spittal an der Drau    | 1 692       |
| Steindorf am Ossiacher See      | Feldkirchen            | 3 708       |
| Steinfeld                       | Spittal an der Drau    | 2 106       |
| Steuerberg                      | Feldkirchen            | 1 699       |
| Stockenboi                      | Villach-Land           | 1 642       |
| Straßburg                       | Sankt Veit an der Glan | 2 149       |
| Techelsberg am Wörther See      | Klagenfurt-Land        | 2 211       |
| Trebesing                       | Spittal an der Drau    | 1 249       |
| Treffen am Ossiacher See        | Villach-Land           | 4 371       |
| Velden am Wörther See           | Villach-Land           | 8 835       |
| Villach                         | Città statutaria       | 59 285      |
| Völkermarkt                     | Völkermarkt            | 11 221      |
| Weißensee                       | Spittal an der Drau    | 784         |
| Weißenstein                     | Villach-Land           | 3 020       |
| Weitensfeld im Gurktal          | Sankt Veit an der Glan | 2 204       |
| Wernberg                        | Villach-Land           | 5 408       |
| Winklern                        | Spittal an der Drau    | 1 238       |
| Wolfsberg                       | Wolfsberg              | 25 126      |
| Zell                            | Klagenfurt-Land        | 632         |